# Андрійчук Наталія Іванівна
 Андрійчук Наталія Іванівна (нар. 1967, м. Вінниця) — українська журналістка, прозаїк.

## Біографія
Народилась 21 грудня 1967 року в сім"ї журналістів: Івана Волошенюка та Галини Касіяненко. 1985 року закінчила загальноосвітню школу. В 1991 році закінчила Вінницький педагогічний інститут факультет української мови та літератури. З 1990 року працювала в місцевій школі на посаді вчителя української мови та літератури.
З липня 1994 року працювала в періодичних вінницьких виданнях. 2 роки — коректором газети «ДТП», з 1997 року — випусковим редактором газети «Вінницькі відомості». Друкувалась у газетах під псевдонімом Юлія Вірська. Під цим же псевдонімом в 2003 році видала книгу російською мовою «Навсегда», де в центрі уваги людські стосунки. З 2007 року працювала редактором Вінницького державного телебачення «ВІНТЕРА». Сьогодні автор соціальної програми «Акценти». Кількість програм 550: соціальні, історичні, ювілейні дати відомих українців та видатних людей, які побували на Поділлі": Бальзака, Потоцьких і т. д.
Передача «Родина Потоцьких і їхній внесок в розвиток Поділля» дала можливість 3.09.12 стати учасником Міжнародного фестивалю телерадіомовлення «Мій рідний край» та отримати нагороду від ЄС у рамках міжнародної співпраці «Слідами спільної історії поляків, українців та євреїв» 02 .12.2012.
Неодноразово виступала на Першому Національному каналі, де 04.10.10 презентувала власну програму «Акценти» в проекті «Слово регіонам».
17.07.2014 видала другу книгу «В її житті була пристрасть» про Софію Потоцьку, місцеву меценатку під власним прізвищем.
Сімейний стан: одружена, 2 дітей.

## Нагороди
- 2012 — Учасниця Міжнародного фестивалю телерадіомовлення «Мій рідний край» та власниця нагороди від ЄС у рамках міжнародної співпраці «Слідами спільної історії поляків, українців та євреїв».